# Sci alpino ai IV Giochi olimpici invernali - Combinata maschile
Tra le competizioni dello sci alpino ai IV Giochi olimpici invernali di Garmisch-Partenkirchen 1936 si svolse la combinata maschile.
La prova di discesa libera si disputò sulla Kandahar il 7 febbraio. Mentre il 9 febbraio si tenne la prova di slalom sulla Gudiberg.
Vinse il tedesco Franz Pfnür (medaglia d'oro), davanti al compagno di squadra Gustav Lantschner (medaglia d'argento) e al francese Émile Allais (medaglia di bronzo).

## Atleti iscritti
| Europa (59)                                                                                | Europa (59)                                                                                       | Europa (59)                                                                               |
| ------------------------------------------------------------------------------------------ | ------------------------------------------------------------------------------------------------- | ----------------------------------------------------------------------------------------- |
| - Belgio (4) - Bulgaria (3) - Cecoslovacchia (4) - Francia (4) - Germania (4) - Grecia (1) | - Italia (4) - Jugoslavia (4) - Lettonia (2) - Liechtenstein (2) - Lussemburgo (1) - Norvegia (4) | - Polonia (3) - Gran Bretagna (4) - Romania (4) - Svezia (3) - Turchia (4) - Ungheria (4) |
| America (8)                                                                                |                                                                                                   |                                                                                           |
| - Canada (4) - Stati Uniti (4)                                                             |                                                                                                   |                                                                                           |
| Asia (3)                                                                                   |                                                                                                   |                                                                                           |
| - Giappone (3)                                                                             |                                                                                                   |                                                                                           |

## Classifica
| Pos. | Atleta                 | Nazione        | Discesa | Discesa | Slalom    | Slalom    | Slalom | Media Punti |
| Pos. | Atleta                 | Nazione        | Tempo   | Punti   | 1a Manche | 2a Manche | Punti  | Media Punti |
| ---- | ---------------------- | -------------- | ------- | ------- | --------- | --------- | ------ | ----------- |
|      | Franz Pfnür            | Germania       | 4:51.8  | 98.49   | 1:12,1    | 1:14,5    | 100.00 | 99.25       |
|      | Gustav Lantschner      | Germania       | 4:58.2  | 96.38   | 1:16,9    | 1:15,6    | 96.13  | 96.26       |
|      | Émile Allais           | Francia        | 4:58.8  | 96.18   | 1:20,4    | 1:16,9    | 93.20  | 94.69       |
| 4    | Birger Ruud            | Norvegia       | 4:47.4  | 100.00  | 1:31,9    | 1:17,1    | 86.75  | 93.38       |
| 5    | Roman Wörndle          | Germania       | 5:01.2  | 95.42   | 1:22,9    | 1:25,8    | 86.90  | 91.16       |
| 6    | Rudolf Cranz           | Germania       | 5:04.0  | 94.54   | 1:32,9    | 1:14,6    | 87.52  | 91.03       |
| 7    | Giacinto Sertorelli    | Italia         | 5:05.0  | 94.23   | 1:19,3    | 1:30,1    | 86.54  | 90.39       |
| 8    | Alf Konningen          | Norvegia       | 5:00.4  | 95.67   | 1:29,3    | 1:24,3    | 84.45  | 90.06       |
| 9    | Per Fossum             | Norvegia       | 5:03.2  | 94.79   | 1:30,3    | 1:29,7    | 81.44  | 88.12       |
| 10   | Dick Durrance          | Stati Uniti    | 5:16.2  | 90.89   | 1:26,4    | 1:26,9    | 84.59  | 87.74       |
| 11   | Maurice Lafforgue      | Francia        | 5:29.4  | 87.25   | 1:26,6    | 1:27,1    | 84.40  | 85.83       |
| 12   | Peter Lunn             | Gran Bretagna  | 5:35.6  | 85.64   | 1:26,3    | 1:32,5    | 81.99  | 83.82       |
| 13   | George Page            | Stati Uniti    | 5:42.8  | 83.84   | 1:25,7    | 1:33,4    | 81.86  | 82.85       |
| 14   | James Palmer-Tomkinson | Gran Bretagna  | 5:51.0  | 81.88   | 1:29,8    | 1:26,5    | 83.15  | 82.52       |
| 15   | Ciril Praček           | Jugoslavia     | 5:39.4  | 84.68   | 1:34,4    | 1:32,6    | 78.40  | 81.54       |
| 16   | Walter Hollmann        | Cecoslovacchia | 5:45.6  | 83.16   | 1:28,1    | 1:37,8    | 78.86  | 81.01       |
| 17   | Adriano Guarnieri      | Italia         | 5:26.4  | 88.05   | 1:28,5    | 1:50,1    | 73.82  | 80.94       |
| 18   | Vittorio Chierroni     | Italia         | 5:20.0  | 89.81   | 1:33,4    | 1:50,8    | 71.79  | 80.80       |
| 19   | László Szalay          | Ungheria       | 6:14.4  | 76.76   | 1:27,6    | 1:29,9    | 82.59  | 79.68       |
| 20   | Bronisław Czech        | Polonia        | 5:46.4  | 82.97   | 1:30,4    | 1:42,9    | 75.84  | 79.41       |
| 21   | Johann Knahl           | Cecoslovacchia | 5:52.4  | 81.56   | 1:33,7    | 1:41,1    | 75.26  | 78.41       |
| 22   | Roland Allard          | Francia        | 5:49.4  | 82.26   | 1:44,8    | 1:34,8    | 73.45  | 77.86       |
| 23   | Robert Livermore       | Stati Uniti    | 6:04.4  | 78.87   | 1:37,5    | 1:36,7    | 75.49  | 77.18       |
| 24   | Horst Scheeser         | Romania        | 6:03.4  | 79.09   | 1:41,6    | 1:36,5    | 74.00  | 76.55       |
| 25   | Franci Čop             | Jugoslavia     | 6:13.6  | 76.93   | 1:38,5    | 1:37,4    | 74.83  | 75.88       |
| 26   | Wilhelm Pick           | Cecoslovacchia | 5:49.6  | 82.21   | 1:53,3    | 1:41,1    | 68.38  | 75.30       |
| 27   | Károly Kővári          | Ungheria       | 6:00.4  | 79.74   | 1:44,8    | 1:43,6    | 70.35  | 75.05       |
| 28   | Karol Zając            | Polonia        | 6:20.6  | 75.51   | 1:35,0    | 1:42,5    | 74.23  | 74.87       |
| 29   | Christopher Hudson     | Gran Bretagna  | 6:41.4  | 71.60   | 1:29,9    | 1:42,4    | 76.24  | 73.92       |
| 30   | Imre Csík              | Ungheria       | 5:48.2  | 82.54   | 1:48,5    | 2:08,2    | 61.93  | 72.24       |
| 31   | Bertil Persson         | Svezia         | 6:26.0  | 74.46   | 1:43,4    | 1:54,0    | 67.43  | 70.95       |
| 32   | Fedor Weinschenck      | Polonia        | 6:26.0  | 74.46   | 1:56,6    | 2:21,2    | 56.87  | 65.67       |
| 33   | Emil Žnidar            | Jugoslavia     | 8:02.2  | 59.60   | 1:50,7    | 1:58,1    | 64.07  | 61.84       |
|      | Eduard Hromádka        | Cecoslovacchia | 5:39.4  | 84.68   | 2:45,9    | DNF       |        |             |
|      | Karl Baadsvik          | Canada         | 5:55.2  | 80.91   | 1:54,3    | DNF       |        |             |
|      | Borislav Jordanov      | Bulgaria       | 6:06.4  | 78.44   | 2:06,1    | DNF       |        |             |
|      | Wilhelm Zacharias      | Romania        | 6:16.2  | 76.40   | 1:40,2    | DNF       |        |             |
|      | Albert Washburn        | Stati Uniti    | 6:30.8  | 73.54   | 1:56,7    | DNF       |        |             |
|      | William Ball           | Canada         | 6:40.6  | 71.74   | 2:07,7    | DNF       |        |             |
|      | Isamo Sekiguchi        | Giappone       | 6:48.6  | 70.34   | 1:52,5    | DNF       |        |             |
|      | Raymond De Braconnier  | Belgio         | 6:52.0  | 69.76   | 2:22,2    | DNF       |        |             |
|      | Dimitris Negropontis   | Grecia         | 6:58.6  | 68.66   | 2:15,3    | DNF       |        |             |
|      | Werner De Spoelberch   | Belgio         | 7:03.0  | 67.94   | 2:28,6    | DNF       |        |             |
|      | Rudolf Klöckner        | Romania        | 7:16.4  | 65.86   | 1:52,7    | DNF       |        |             |
|      | Tsutomu Sekido         | Giappone       | 7:23.4  | 64.82   | 2:04,5    | DNF       |        |             |
|      | William Clark          | Canada         | 7:29.0  | 64.01   | 2:03,9    | DNF       |        |             |
|      | Iosif Covaci           | Romania        | 7:56.8  | 60.28   | 2:08,3    | DNF       |        |             |
|      | Hiroshi Tadano         | Giappone       | 7:58.6  | 60.05   | 1:49,4    | DNF       |        |             |
|      | Hubert Negerle         | Liechtenstein  | 8:09.4  | 58.72   | 2:16,1    | DNF       |        |             |
|      | Jacques Peten          | Belgio         | 10:09.2 | 47.18   | 2:24,9    | DNF       |        |             |
|      | Asen Zankov            | Bulgaria       | 10:53.2 | 44.00   | 2:13,5    | DNF       |        |             |
|      | Franz Schädler         | Liechtenstein  | 11:59.8 | 39.93   | 2:32,5    | DNF       |        |             |
|      | Herbert Bērtulsons     | Lettonia       | 13:00.6 | 36.82   | 3:06,1    | DNF       |        |             |
|      | Askolds Hermanovskis   | Lettonia       | 13:22.4 | 35.82   | 3:18,0    | DNF       |        |             |
|      | Nazım Aslangil         | Turchia        | 13:56.8 | 34.35   | DSQ       |           |        |             |
|      | Ülker Pamir            | Turchia        | 14:18.4 | 33.48   | DSQ       |           |        |             |
|      | Sigmund Ruud           | Norvegia       | 5:11.6  | 92.23   | DNS       |           |        |             |
|      | Levente Balatoni       | Ungheria       | 6:36.6  | 72.47   | DNS       |           |        |             |
|      | Mahmut Şevket          | Turchia        | 14:29.2 | 33.06   | DNS       |           |        |             |
|      | Reşat Erceş            | Turchia        | 22:44.4 | 21.06   | DNS       |           |        |             |
|      | Bojan Dimitrov         | Bulgaria       | DSQ     |         |           |           |        |             |
|      | Raoul Weckbecker       | Lussemburgo    | DNF     |         |           |           |        |             |
|      | Rolando Zanni          | Italia         | DNF     |         |           |           |        |             |
|      | Charles Bracht         | Belgio         | DNF     |         |           |           |        |             |
|      | Hubert Hajm            | Jugoslavia     | DNF     |         |           |           |        |             |
|      | James Riddell          | Gran Bretagna  | DNF     |         |           |           |        |             |
|      | René Lafforgue         | Francia        | DNS     |         |           |           |        |             |
|      | Gustaf Larsson         | Svezia         | DNS     |         |           |           |        |             |
|      | Sven Eriksson          | Svezia         | DNS     |         |           |           |        |             |
|      | Tormod Mobraaten       | Canada         | DNS     |         |           |           |        |             |